# Hermannomyia oldroydi
Hermannomyia oldroydi är en tvåvingeart som beskrevs av Jason Gilbert Hayden Londt 1981. Hermannomyia oldroydi ingår i släktet Hermannomyia och familjen rovflugor.
Artens utbredningsområde är Lesotho. Inga underarter finns listade i Catalogue of Life.